# Chris Bosh
Christopher Wesson „Chris” Bosh (Dallas, 1984. március 24. –) olimpiai bajnok amerikai kosárlabdázó, aki a Toronto Raptors és a Miami Heat csapatában játszott az NBA-ben. 2004-ben beválasztották az NBA All-Újonc, majd 2007-ben az All-NBA második csapatába.

## Statisztika

### NBA

#### Alapszakasz
| Év         | Csapat          | JM  | KM  | JP/M | MG%  | 3P%  | BD%  | LP/M | GP/M | L/M | B/M | P/M  |
| ---------- | --------------- | --- | --- | ---- | ---- | ---- | ---- | ---- | ---- | --- | --- | ---- |
| 2003-2004  | Toronto Raptors | 75  | 63  | 33.5 | .459 | .357 | .701 | 7.4  | 1.0  | .8  | 1.4 | 11.5 |
| 2004-2005  | Toronto Raptors | 81  | 81  | 37.2 | .471 | .300 | .760 | 8.9  | 1.9  | .9  | 1.4 | 16.8 |
| 2005-2006  | Toronto Raptors | 70  | 70  | 39.3 | .505 | .000 | .816 | 9.2  | 2.6  | .7  | 1.1 | 22.5 |
| 2006-2007  | Toronto Raptors | 69  | 69  | 38.5 | .496 | .343 | .785 | 10.7 | 2.5  | .6  | 1.3 | 22.6 |
| 2007-2008  | Toronto Raptors | 67  | 67  | 36.2 | .494 | .400 | .844 | 8.7  | 2.6  | .9  | 1.0 | 22.3 |
| 2008-2009  | Toronto Raptors | 77  | 77  | 38.0 | .487 | .245 | .817 | 10.0 | 2.5  | .9  | 1.0 | 22.7 |
| 2009-2010  | Toronto Raptors | 70  | 70  | 36.1 | .518 | .364 | .797 | 10.8 | 2.4  | .6  | 1.0 | 24.0 |
| 2010-2011  | Miami Heat      | 77  | 77  | 36.3 | .496 | .240 | .815 | 8.3  | 1.9  | .8  | .6  | 18.7 |
| 2011-2012† | Miami Heat      | 57  | 57  | 35.2 | .487 | .286 | .821 | 7.9  | 1.8  | .9  | .8  | 18.0 |
| 2012-2013† | Miami Heat      | 74  | 74  | 33.2 | .535 | .284 | .798 | 6.8  | 1.7  | .9  | 1.4 | 16.6 |
| 2013-2014  | Miami Heat      | 79  | 79  | 32.0 | .516 | .339 | .820 | 6.6  | 1.1  | 1.0 | 1.0 | 16.2 |
| 2014-2015  | Miami Heat      | 44  | 44  | 35.4 | .460 | .375 | .772 | 7.0  | 2.4  | .7  | .6  | 19.1 |
| 2015-2016  | Miami Heat      | 53  | 53  | 33.5 | .467 | .365 | .795 | 7.4  | 2.4  | .7  | .6  | 19.1 |
| Karrier    | Karrier         | 893 | 881 | 35.8 | .494 | .335 | .799 | 8.5  | 2.0  | .8  | 1.0 | 19.2 |
| All-Star   | All-Star        | 9   | 3   | 19.4 | .524 | .333 | .533 | 5.1  | 1.1  | 1.0 | .2  | 10.9 |

Rájátszás
| Év      | Csapat          | JM | KM | JP/M | MG%  | 3P%  | BD%  | LP/M | GP/M | L/M | B/M | P/M  |
| ------- | --------------- | -- | -- | ---- | ---- | ---- | ---- | ---- | ---- | --- | --- | ---- |
| 2007    | Toronto Raptors | 6  | 6  | 37.0 | .396 | .200 | .842 | 9.0  | 2.5  | .8  | 1.8 | 17.5 |
| 2008    | Toronto Raptors | 5  | 5  | 39.8 | .472 | .143 | .833 | 9.0  | 3.6  | 1.6 | .4  | 24.0 |
| 2011    | Miami Heat      | 21 | 21 | 39.7 | .474 | .000 | .814 | 8.5  | 1.1  | .7  | .9  | 18.6 |
| 2012†   | Miami Heat      | 14 | 10 | 31.4 | .493 | .538 | .827 | 7.8  | .6   | .4  | 1.0 | 14.0 |
| 2013†   | Miami Heat      | 23 | 23 | 32.7 | .458 | .405 | .733 | 7.3  | 1.5  | 1.0 | 1.6 | 12.1 |
| 2014    | Miami Heat      | 20 | 20 | 34.3 | .507 | .405 | .750 | 5.6  | 1.1  | .9  | 1.0 | 14.9 |
| Karrier | Karrier         | 89 | 85 | 35.2 | .473 | .386 | .800 | 7.5  | 1.3  | .8  | 1.1 | 15.6 |